# 皮克陨石坑
皮克陨石坑（Peek）是位于月球正面史密斯海北部的一座小撞击坑，其名称取自英国天文学家伯特兰·米·皮克(Bertrand Meigh Peek，1891年-1965年)，1973年被国际天文学联合会批准接受。

## 描述

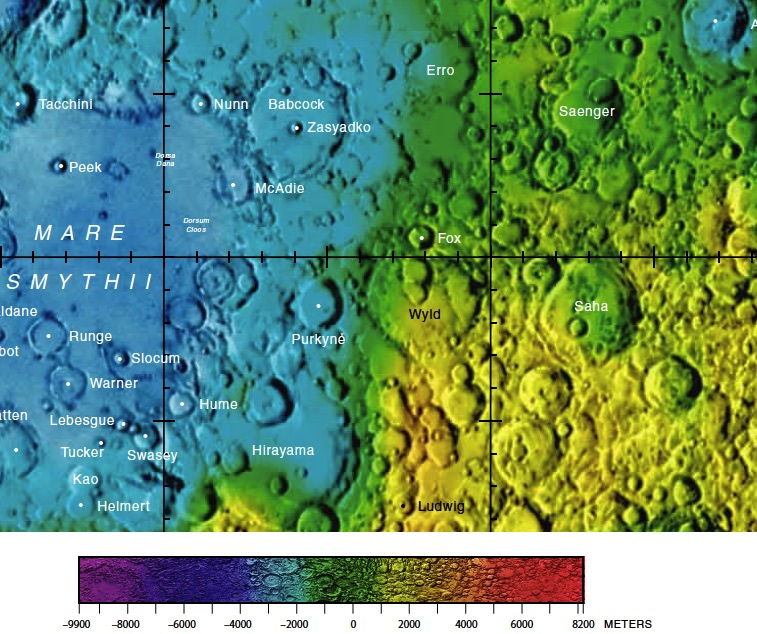
皮克陨石坑的周边，月球背面区域详图。

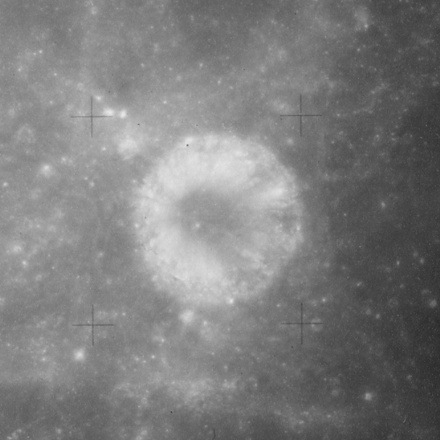
阿波罗15号测绘相机拍摄的图像

该陨坑西侧靠近舒伯特环形山、西北偏北和东北偏北分别毗邻塔基尼陨石坑和纳恩陨石坑、麦卡笛陨石坑位于它的东面、而它的西南、西南偏南及南面分别坐落了霍尔丹陨石坑、塔尔博特陨石坑和龙格陨石坑。皮克陨石坑的东面和东南分别绵延着丹纳山脊和克洛斯山脊。该陨坑中心月面坐标为2°46′N 86°58′E / 2.76°N 86.96°E，直径12.55公里，深度约2.04公里。
皮克陨石坑是一座圆碗状的小撞击坑，坑底面积不大，几乎未受到后续撞击的磨损和侵蚀。坑壁边缘尖峭、完整，平整的内侧壁带有较高的反照率和射纹带，使它较周边幽暗的月海表面明显更亮。该陨坑侧壁最大高出周边地形470米，内部容积约有79.07公里3，坑底南面坐落了一座低矮的圆形山丘。该陨坑形态特征隶属于"BIO 型”(以该类陨石坑的典型代表—毕奥陨坑所命名)，所在区域周边分布有数道皱岭。
史密斯海盆地内的玄武岩熔岩是月表上最年轻的地层之一，目前预估地质龄约为10-21亿年，从皮克陨石坑中不同深度的岩石样本可获得该地区具体的年龄数据。从这一点来讲，皮克陨石坑的周边区域将可作为未来优先研究的目标之一。

## 另请参阅
- Andersson, L. E.; Whitaker, E. A. . NASA RP-1097. 1982.
- Blue, Jennifer. . USGS. July 25, 2007  [2007-08-05]. （原始内容存档于2014-09-24）.
- Bussey, B.; Spudis, P. . New York: Cambridge University Press. 2004. ISBN 978-0-521-81528-4.
- Cocks, Elijah E.; Cocks, Josiah C. . Tudor Publishers. 1995. ISBN 978-0-936389-27-1.
- McDowell, Jonathan. . Jonathan's Space Report. July 15, 2007  [2007-10-24]. （原始内容存档于2012-05-26）.
- Menzel, D. H.; Minnaert, M.; Levin, B.; Dollfus, A.; Bell, B. . Space Science Reviews. 1971, 12 (2): 136–186. Bibcode:1971SSRv...12..136M. doi:10.1007/BF00171763.
- Moore, Patrick. . Sterling Publishing Co. 2001. ISBN 978-0-304-35469-6.
- Price, Fred W. . Cambridge University Press. 1988. ISBN 978-0-521-33500-3.
- Rükl, Antonín. . Kalmbach Books. 1990. ISBN 978-0-913135-17-4.
- Webb, Rev. T. W.  6th revised. Dover. 1962. ISBN 978-0-486-20917-3.
- Whitaker, Ewen A. . Cambridge University Press. 1999. ISBN 978-0-521-62248-6.
- Wlasuk, Peter T. . Springer. 2000. ISBN 978-1-85233-193-1.